# مالی
مالی (به فرانسوی: Mali) با نام رسمی جمهوری مالی (به فرانسوی: république du Mali) کشوری محصور در خشکی واقع در غرب آفریقا است. مالی از شمال خاوری با الجزایر، از خاور و جنوب خاوری با نیجر، از جنوب خاوری با بورکینافاسو، از جنوب با ساحل عاج، از جنوب باختری با گینه، از خاور با سنگال و از شمال باختری و باختر با موریتانی مرز مشترک دارد. مالی در جنوب صحرای بزرگ آفریقا قرار گرفته و بخش‌هایی از آن در این صحرا واقع شده است.
پایتخت آن باماکو است که در جنوب باختری کشور قرار گرفته است. مالی یکی از فقیرترین کشورهای جهان است و ۲۰٬۲۵۱٬۰۰۰ نفر جمعیت داردکه بیش از ۱۰ درصد از آن‌ها در پایتخت ساکنند. حدود نیمی از مردم مالی زیر خط فقر زندگی می‌کنند. طلا، اورانیوم، کشاورزی، دامداری و نمک از منابع طبیعی مالی هستند. این کشور سومین تولیدکنندهٔ بزرگ طلا در قارهٔ آفریقا است. مالی در قدیم بخشی از یک امپراتوری به نام امپراتوری مالی بود.
در شمال مالی از ژانویه ۲۰۱۲ درگیری‌هایی آغاز شد. در ۲۲ مارس ۲۰۱۲ گروهی از سربازان کنترل کاخ ریاست جمهوری را به‌دست گرفته و دولت مالی را منحل اعلام کرده و قانون اساسی آن را به حال تعلیق درآوردند. اسلام‌گرایان جدایی‌طلب شمال مالی منطقه شمال را «اَزَواد» می‌نامند و در ۶ آوریل ۲۰۱۲، شورشیان موسوم به «جنبش ملی برای آزادی ازواد» جدایی کشوری به نام ازواد را از مالی اعلام کرد. مدت کوتاهی پس از آن، این جنبش توسط گروه‌های اسلام‌گرای مرتبط با القاعده به حاشیه رانده شد و خواسته‌های خود را برای جدایی از مالی کنار گذاشت. شورشیان اسلام‌گرای افراطی بعد از اعمال کنترل نظامی در مناطق شمال به اجرای مقررات اسلامی به سبک طالبان در افغانستان پرداختند. سربازانی که در پایتخت، قدرت را در دست گرفته‌اند به دیونکوندا ترائوره، رئیس مجمع ملی، اجازه دادند تا مطابق با قانون اساسی به عنوان رئیس دولت عمل کند، اما این سربازان نیز هم‌چنان قدرت قابل توجهی در دولت دارند. برنامه‌هایی برای بازپس‌گیری کنترل در شمال کشور با کمک‌های بین‌المللی در حال انجام است و در این رابطه نظامیان فرانسه به یاری دولت مالی شتافته و مواضع شورشیان شمال را بمباران کرده‌اند. دولت موقت قصد دارد پس از فیصله یافتن غائله شمال، انتخابات ملی را که مدت‌ها به تأخیر افتاده برگزار کند. البته باید اضافه کرد که کشور مالی یک از مستعمرات قدیم کشور فرانسه است و این کشور به دلیل وجود منابع طلا و اورانیوم در مالی به سادگی دست بردار این سرزمین نخواهد بود و القاعده هم چشم به منابع غنی طلا و اورانیوم دوخته است.
۴۴٪ از جمعیت مالی در مناطق شهری سکونت دارند. میانگین سنی مردم مالی ۱۶٫۳ سال است. امید به زندگی برای مردان ۵۹٫۷ سال و برای زنان ۶۱٫۴ سال است.

## جغرافیا

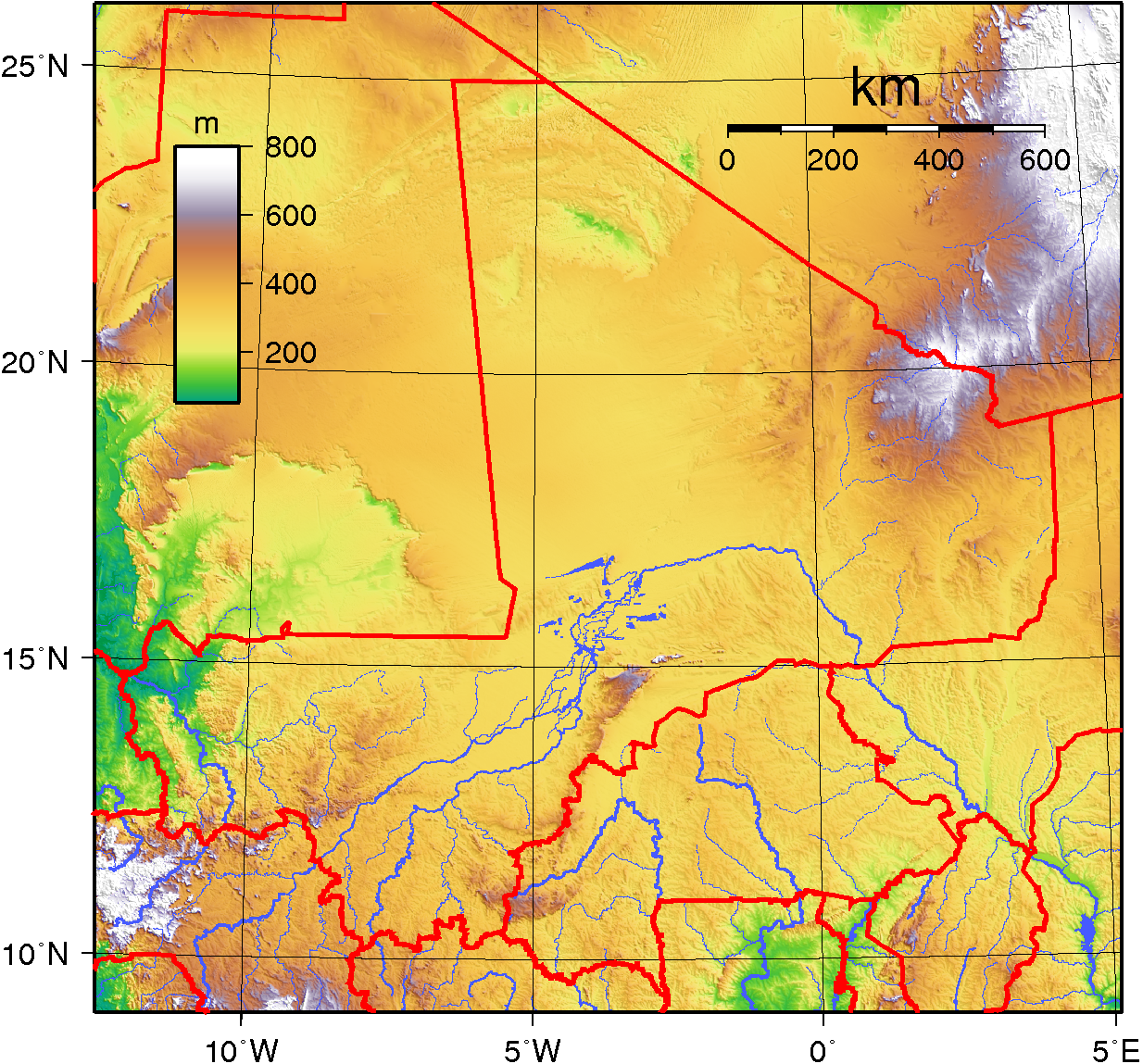
نقشه عوارض‌شناسی مالی.

کشور مالی با موریتانی، الجزایر، نیجر، بورکینافاسو، ساحل عاج، گینه و سنگال همسایه است.
کشور مالی با مساحت ۱٬۲۴۰٬۱۹۲ کیلومتر مربع بیست و چهارمین کشور جهان از نظر مساحت است.
مالی متشکل است از جلگه‌های کم‌ارتفاع، ولی در رشته‌کوه‌های آدرار و دو زیفوزا در شمال شرق ارتفاع می‌یابد. جنوب کشور پوشیده از علفزار استوایی است در شمال صحرای بزرگ که عمدتاً تپه‌های شنی و ماسه‌ای است قرار دارد. آب و هوای مالی داغ و عمدتاً خشک است. هر چند جنوب کشور از ژوئن تا اکتبر دارای فصلی مرطوب است.
مالی به‌طور کل دارای آب و هوایی گرم و خشک بین فوریه تا ژوئن، بارانی، مرطوب و معتدل از ژوئن تا نوامبر و سرد و خشک از نوامبر تا فوریه است.
رودهای مهم آن نیجر، سنگال، فالمه و بلندترین نقطه آن قله هومبوری توندو با ۱۱۵۵ متر است.
تنها منطقهٔ حاصلخیز و بارور مالی، جنوب این کشور است که به خاطر وجود دو رود نیجر و سنگال است.
از مهم‌ترین شهرهای مالی می‌توان به، باماکو (پایتخت) ۱٫۳ میلیون نفر، سیکاسو ۱۴۵ هزار نفر، سگو ۹۳ هزار نفر، موپتی ۱۰۹ هزار نفر و گائو ۸۷ هزار نفر اشاره کرد.

## تاریخ

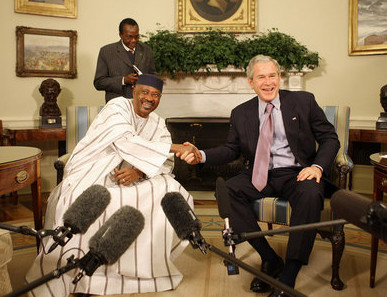
جورج بوش و آمادو تومانی توره

مالی در گذشته به عنوان یک امپراتوری بازرگانی مطرح بود و راه ارتباطی از میان صحرای بزرگ آفریقا شناخته می‌شد.
روز ۲۲ سپتامبر سال ۱۹۶۰ میلادی کشور مالی در شمال غربی آفریقا، استقلال یافت. از حدود دو هزار سال پیش در مالی تمدن درخشانی وجود داشت، اما این سرزمین از قرن هشتم تا شانزدهم میلادی، قسمتی از امپراتوری سودان بود. پس از اینکه مراکش، بخشی از امپراتوری سودان، از جمله مالی را تصرف کرد، حکومت‌های متعدد قبیله‌ای در مالی به قدرت رسیدند. نفوذ فرانسویان در مالی از قرن نوزدهم آغاز شد و این کشور در سال ۱۸۹۸ تحت‌الحمایه فرانسه شد. مالی که سودان فرانسه نامیده می‌شد، در سال ۱۹۵۸ خودمختار شد و در سال ۱۹۶۰، به استقلال رسید.
این سرزمین میان سال‌های ۱۸۸۱ و ۱۸۹۵ مستعمره فرانسه بود.
- ۱۹۶۰: کسب استقلال به رهبری مودیبو کیتا که یک سوسیالیست ضد فرانسه بود.
- ۱۹۶۸: کودتای نظامی و حکومت تک حزبی به رهبری ژنرال موسی ترائوره.
- ۱۹۸۵: جنگ شش روزه با بورکینافاسو.
- ۱۹۹۰: تظاهرات دموکراسی.
- ۱۹۹۱: ترائوره دستگیر می‌شود.
- ۱۹۹۲: انتخابات آزاد چند حزبی.
- ۲۰۱۲: کودتای نظامی و سرنگونی دولت

## سیاست
با شکست حکومت ترائوره در سال ۱۹۹۲ اکنون کشور به صورت چندحزبی اداره می‌شود. ارتش نقش اساسی در رهبری کودتا داشت. ترائوره که به عنوان رئیس‌جمهور موقت سر کار بود، در ظرف کمتر از یک سال حکومت کشور را به یک دولت غیرنظامی تبدیل کرد. این اولین تجربه مالی از سیاست چندحزبی بود. برقراری روابط دوستانه با توارگ، پس از امضای قرارداد صلح ۱۹۹۱، یک واقعه مهم سیاسی است. فقرزدایی و فرونشاندن مخالفانی که احساس می‌کنند «مالی» توانایی ایجاد احزاب مختلف را ندارد، از رئوس برنامه دولت است.

### جمهوری سوم
در سال ۱۹۹۱م بعد از یک همه‌پرسی، قانون اساسی که توسط یک کنفرانس ملی تدوین شده بود به تصویب رسید که در این قانون به نظام چندحزبی پس از ۳۰ سال قدرت تک‌حزبی اشاره شده بود. در جریان انتخابات پارلمانی ۱۹۹۱م حزب آدما ۷۶ کرسی از ۱۱۶ کرسی را به‌دست‌آورد و در ۲۶ آوریل ۱۹۹۱ بعد از برگزاری انتخابات ریاست‌جمهوری آلفا عمر کوناره، کاندیدای حزب آداما به پیروزی دست‌یافت.
وی یونسی توره را به عنوان نخست‌وزیر انتخاب کرد ولی اعتراضات موجب شد تا عبدالله سکوسو مأمور تشکیل کابینه شود. به سبب جنگ داخلی با طوارق و موافقت‌نامه صلح ۱۹۹۴ سکوسو به سبب نابسامانی مجبور به استعفا شد و به جای او ابراهیم ابوبکر کیتا نخست‌وزیر شد.
در سال ۱۹۹۷ آلفا عمر دوباره نامزد ریاست جمهوری شد و به هر حال رئیس‌جمهور کشور انتخاب گشت. در سال ۲۰۰۲ در انتخابات همگانی ژنرال آمادو تومانی توره به عنوان نامزد مستقل توانست قدرت را در دست گیرد.

### مجلس ملی

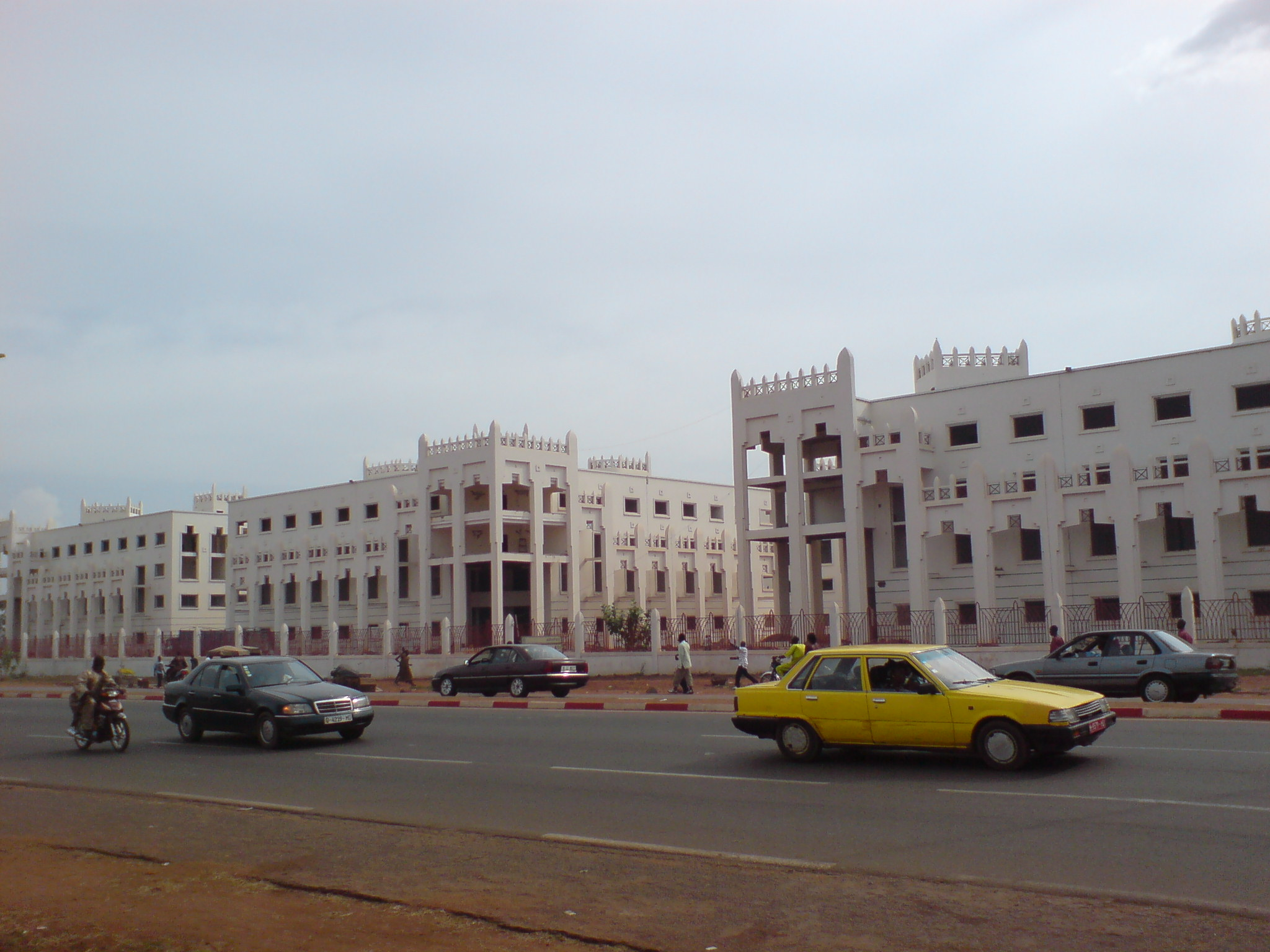

کشور مالی تنها دارای یک مجلس ملی است که در مرکز شهر باماکو در محله باگاداجی از محلات قدیمی آن قرار دارد. نمایندگان مجلس برای پنج سال از طریق رای‌گیری مستقیم و عمومی انتخاب می‌شوند. نمایندگان مجلس از مصونیت پارلمانی برخوردارند، اما با اجازه کتبی مجلس می‌توان یک نماینده را دستگیر و محاکمه نمود. مجلس با طرح استیضاح می‌تواند دولت را مستعفی کند یا اعتماد خود را از آن بردارد.
مجلس ملی هر دو سال دو بار نشست عادی دارد. نشست‌های فوق‌العاده با تقاضای اکثریت نمایندگان یا با تقاضای نخست‌وزیر برگزار می‌شود. حضور در نشست‌های مجلس برای عموم آزاد است.

### احزاب سیاسی

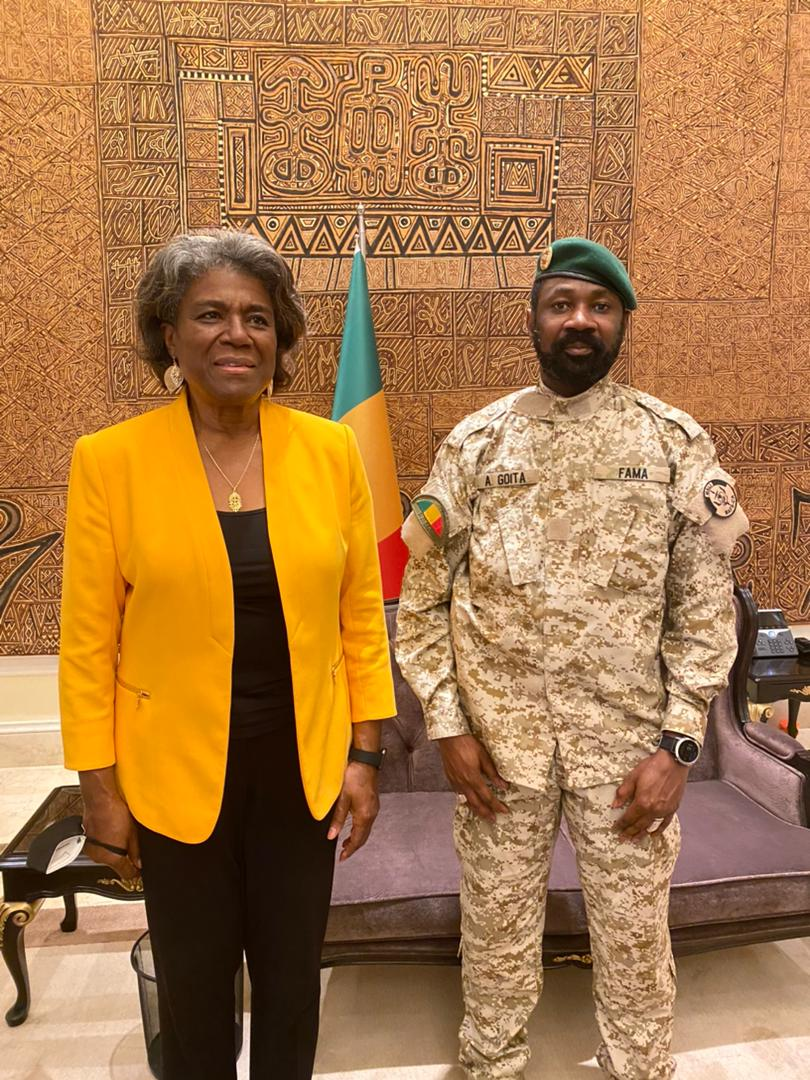
آسیمی گویتا رئیس‌جمهور مالی و لیندا توماس گرینفیلد دیپلمات آمریکایی

تکثر احزاب در قانون اساسی کشور مالی پیش‌بینی شده است. بیش از ۷۰ حزب ثبت شده در کشور وجود دارد؛ البته همه این احزاب فعال نیستند و حدود ۱۵ حزب را می‌توان فعال نامید و باقی احزاب به هنگام انتخابات یا برای برخورداری از مزایای احزاب تشکیل شده‌اند و اصطلاحاً آن‌ها از احزاب صوری می‌نامند.
از سال ۱۹۹۲ تا سال ۲۰۰۲ حزب آدما (ائتلاف دمکراسی مالی) اکثریت کرسی‌های مجلس و شهرداری‌ها و نیز دولت را در اختیار داشت.
چهار حزب عمده مالی عبارتند از:
- حزب آدما، کمیته ملی ابتکار دمکراتیک به رهبری آقای مونتاگال که حزب مخالف و تندرو است، اتحاد سودانی اجتماع دمکراتیک آفریقایی که قدیمی‌ترین حزب کشور مالی
- جنبش میهنی برای نوگرایی به رهبری شوگل مایکا
هم‌اکنون، ۲۵ می ۲۰۲۱، خبر کودتای نظامی در مالی منتشر شد.

## تقسیمات کشوری

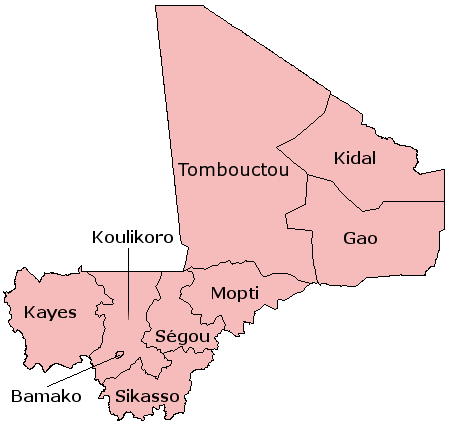

- گائو
- کیدال
- کایس
- کولیکورو
- تومبوکتو
- سیکاسو
- استان موپتی
- سگو
- باماکو

## اقتصاد

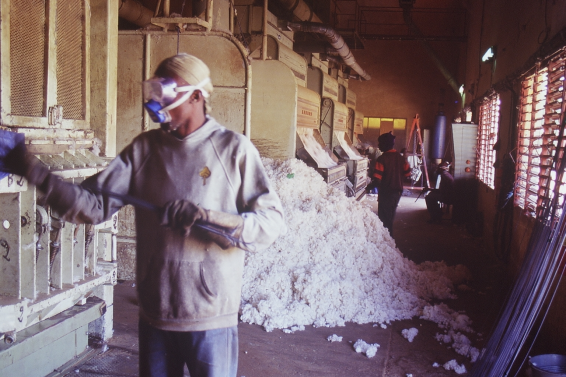

- نقاط قوت: امکانات اقتصادی در این مدت رو به فزونی است. رودهای نیجر و سنگال امکانات آبیاری را فراهم می‌سازد.
- نقاط ضعف: فقر شدید. کشوری محصور و با مشکلات فراوان. آب و هوای مستعد خشکسالی.
- تولید ناخالص ملی - ارزش کلی و خدمات تولید شده در مالی (بر حسب دلار آمریکا): ۸٫۲ میلیارد دلار
- منابع معدنی این کشور عبارت‌اند از: طلا، اورانیم، فسفات و سنگ آهک.

## آموزش
- نظام آموزشی کشور مالی میراث بر جای مانده از زمان استعمار است و اهداف استعماری از جمله تقویت پایه‌های وابستگی و بهره‌برداری از آن ملت را دنبال می‌کند. مدرسه اسرای شهر کای یکی از نخستین مدارس کشور مالی که در سال ۱۸۸۶ گشایش یافت نماد هدف فوق است. رؤسای قبایل و سران مجبور بودند پسران خود را به این مدارس بفرستند تا آن‌ها تحت آموزش‌های استعمار تربیت شوند و پس از جانشینی به جای پدران خود متحدان خوبی برای فرانسه باشند. هدف مدارس و مؤسسات آموزشی زمان استعمار فقط پرورش کارکنان نظام اداری بود. تدریس فقط به زبان فرانسه صورت می‌گرفت و دانش‌آموختگان، کارمندان دستگاه‌های دولتی می‌شدند.

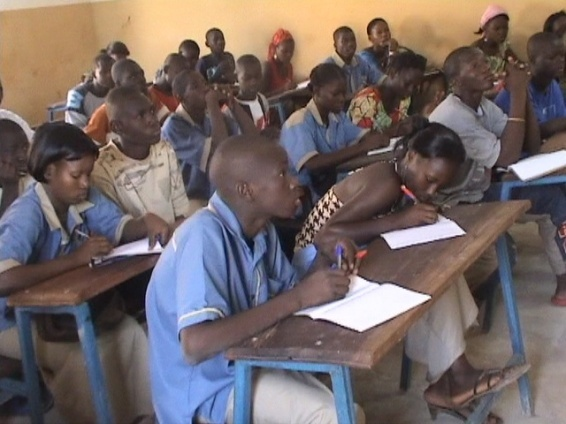

در زمان استقلال (۱۹۶۰م)، تعداد ۵۰ هزار دانش‌آموز در ۱۰۱۷ کلاس تحت آموزش قرار داشتند و نرخ سوادآموزی ۶/۹ درصد بود. اولین هدف مقامات پس از استقلال، افتتاح کلاس‌های جدید و تشویق زبان‌های مادری در روند آموزش بود. در ۱۷ سپتامبر ۱۹۶۲ اصلاح تعلیم و تربیت در کشور به تصویب رسید و هدف آن عبارت بود از: انطباق تحصیلات با واقعیات جامعه، امکان‌پذیرش تعداد بیشتر دانش‌آموز در نظام آموزشی و آماده کردند آن‌ها برای فعالیت به عنوان یک شهروند مفید. هدف تعلیم و تربیت زدودن تفکر استعماری و ارزش‌گذاری مجدد به فرهنگ آفریقایی تعریف شد.
در سال ۱۹۷۶ نرخ مدرسه‌روها ۲۹٫۱ درصد (۳۵٫۹ درصد پسر و ۲۲ درصد دختر) بود. در سال ۱۹۸۳ نرخ مدرسه‌روها در مقطع ابتدایی از ۲۱٫۴۶ درصد (در سال ۷۹–۱۹۷۸) به ۱۶٫۶۵ درصد کاهش یافت و در مقطع راهنمایی نیز از ۱۳٫۹۱ درصد به ۵٫۲۱ درصد کاهش یافت. علت این کاهش در واقع عدم وجود کلاس درس و معلم کافی بود. در سال ۱۹۸۴ برای هر هزار کودک در سن مدرسه فقط پنج کلاس درس وجود داشت. کلاس‌های موجود نیز قدیمی و فرسوده و مواد آموزشی بسیار کمیاب بود.
در سال ۱۹۸۴ دولت وامی برای ساخت دو مرکز تربیت معلم (سالانه ۳۶۰ معلم) اخذ نمود. شغل معلمی جاذبه ندارد و معلم کافی موجود نیست. تعداد دانش‌آموزان در کلاس‌ها زیاد و اکثر مدارس چند نوبته کار می‌کنند. خانواده‌های سنتی هنوز هم فرستادن فرزندان خود به مدارس دولتی (فرانسه زبان) را مساوی با از دست دادن فرهنگ آن‌ها می‌دانند. بسیاری از آن‌ها ترجیح می‌دهند فرزندان خود را به مدارس عربی اسلامی یا کلاس‌های حفظ قرآن بفرستند.
در کنار مدارس فرانسه زبان، مدارس عربی نیز فعالیت دارند که تمام مواد درسی آن‌ها به زبان عربی تدریس می‌شود و آموزش تا سطح دیپلم متوسطه ادامه دارد. خانواده‌های سنتی و مذهبی فرزندان خود را به این مدارس می‌فرستند. در سال ۱۹۹۶ دولت مالی دیپلم مدارس عربی را برای ورود به دانشگاه، اخذ بورس تحصیلی و ورود به دستگاه اداری از رسمیت انداخت و استدلال نمود که فرد برای ورود به دانشگاه و دستگاه اداری نیاز به تسلط بر زبان فرانسه دارد. اما مدارس عربی همچنان به کار خود ادامه می‌دهند و فارغ‌التحصیلان آن‌ها با مشکل مضاعف بیکاری روبرو هستند.
در کنار دو نوع آموزش فوق، کلاس‌های سنتی حفظ قرآن در مساجد، خانه‌ها و محله‌ها وجود دارد و کودکانی که توان تقبل هزینه‌های دو نظام آموزشی دولتی و عربی را ندارند به این کلاس‌ها می‌روند. اینها معمولاً فقرا و ضعیفان جامعه هستند که برای امرار معاش پس از پایان کلاس در خیابان‌ها به تکدی‌گری می‌پردازند و این امر یک عادت و امری پذیرفته شده است. دانش‌آموزان چنین مدارسی با گرسنگی و مشکلات کمبود لباس و مواد درسی آشنا هستند و بسیاری از آن‌ها پس از چند سال مدرسه رفتن و عدم فراگیری سواد از مدرسه رانده می‌شوند و راه شهر را در پیش گرفته تا بر تعداد کودکان خیابانی و بزهکار شهرها بیفزایند.
برنامه سوادآموزی رضایت‌بخش نیست. پس از استقلال پنج سال در روند آموزش توقف پدید آمد. در سپتامبر ۱۹۶۵ کنفرانس یونسکو در تهران برگزار شد و مالی، ایران و الجزایر برای اجرای تجربه سوادآموزی عملی برگزیده شدند. در فوریه- مارس ۱۹۶۶ یونسکو در باماکو سمیناری برای آغاز کار برگزار نمود و طرح به «مرکز ملی سواد آموزی» سپرده شد که بعدها به «انستیتو سواد آموزی کاربردی و زبان‌شناسی کاربسته» تبدیل و در سال ۱۹۷۵ به اداره کل تبدیل شد. در ۲۶ مه ۱۹۶۷ طی حکمی کاربرد زبان‌های محلی (بامبارایی، مالینکه، پل، سونقوی و تماچک) در تعلیم و تربیت مجاز شد.
نتیجه طرح آن‌چنان‌که پیش‌بینی می‌شد نبود و کندی نظام اداری و عدم وجود انگیزه در مسؤولان موجب عدم موفقت طرح شد اما یک اثر مثبت داشت: افزایش انتشار نشریات به زبان‌های محلی که موجب می‌شد افراد آنچه را به زبان محلی فرا گرفته‌اند فراموش نکنند.

## بهداشت
طبق گزارش‌های منتشره در سال ۱۹۸۵ برای هر یکصد هزار نفر ۵/۳ پزشک در کشور مالی وجود داشت و اکثر پزشکان در پایتخت تجمع کرده‌اند (۳۵ پزشک برای یکصد هزار نفر در پایتخت و ۲ پزشک در دیگر استان‌ها). نخستین پزشکان دانش‌آموخته در داخل کشور در تاریخ ۲۳ نوامبر ۱۹۷۴ دانشنامه دریافت کردند. در سال ۱۹۸۴ یک واحد تولید دارو با وامی به مبلغ ۶/۲ میلیارد فرانک سیفا توسط چین ساخته شد.

## مذاهب و آداب
| دین در مالی | دین در مالی | دین در مالی | دین در مالی | دین در مالی |
| ----------- | ----------- | ----------- | ----------- | ----------- |
| دین         | دین         |             | درصد        | درصد        |
| اسلام       | اسلام       |             | ۹۰٪         | ۹۰٪         |
| مسیحیت      | مسیحیت      |             | ۵٪          | ۵٪          |
| ادیان بومی  | ادیان بومی  |             | ۵٪          | ۵٪          |

تاریخ کشور مالی از قرن یازدهم میلادی با اسلام آمیخته شده است. مهم‌ترین شخصیت‌های تاریخ مالی مربوط به تاریخ اسلامی این کشور است. المراودین تحت لوای اسلام امپراتوری غنا را در سال ۱۰۷۶م. منقرض نمودند.
کانکان موسی امپراتور معروف مالی شهرت خود را مدیون سفر حجی است که در سال ۱۳۲۵م. انجام داد. در این سفر شصت هزار باربر از جمله پانصد برده وی را همراهی می‌کردند که هر کدام استوانه‌ای از طلا به وزن دو و نیم کیلوگرم حمل می‌کردند. وی با اهدای پنجاه هزار دینار به سلطان مصر و توزیع بیست هزار سکه طلا میان محرومان، قاهره و مکه را به حیرت واداشت.

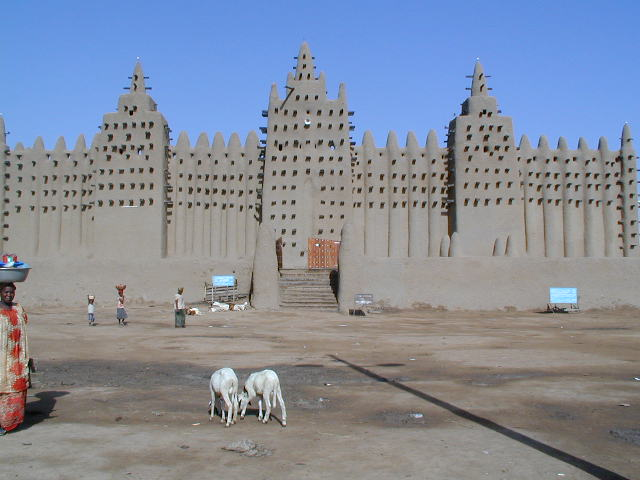
بزرگ‌ترین مسجد

در قرن نوزدهم نیز دولت پل در ماسینا و امپراتوری الحاج عمر با اعلام جهاد علیه بی‌دینان و کافران بنیان‌های اسلام در این سرزمین را تحکیم نمودند. الحاج عمر رهبر فرقه تیجانیه در غرب آفریقا بود و در روستای دگیمبره نزدیک شهر باندیاگارا دفن است و مدفن وی زیارتگاه مؤمنان بسیاری است که به زیارت «امیرالمؤمنان» خود می‌آیند. وی به‌سال ۱۸۶۴ درگذشت.
در کشور مالی روستایی نیست که مسجد نداشته باشد ولو بسیار محقر با تسطیح قطعه‌ای زمین و ساخت برجی گلی و قرار دادن تخم شترمرغ روی این مناره. مسجد با عظمت و تاریخی شهر جنه شاهکار معماری سودانی است. در هر روستا و محله‌ای کودکان آموزش قرآن می‌بینند. در این کشور فرقه‌های افراطی حضور چندانی ندارند، در مکتب‌خانه‌ها طلبه‌ها قرآن را حفظ می‌کنند. این طلبه‌ها از هفت سالگی با سفر از شهری به شهر دیگر با تکدی‌گری امرار معاش می‌نمایند. هنوز هم آداب و سنن قدیمی در کنار آداب و سنن اسلامی اجرا می‌شود. تمامی اقوام (به غیر از تعدادی بت‌پرست) به خدای یگانه اعتقاد دارند. قوم سونقوی خدا را ایرکه می‌نامند و دسترسی به آن را فقط از طریق واسطه‌ها و ارواح میسر می‌دانند. قوم سنوفو خدا را «کولوکی‌اییر» می‌نامند و معتقدند خداوند پس از آفرینش جهان به استراحت پرداخت و امور را به ارواح و عقول سپرد. دوگون‌ها خدا را «آما یا آمو» می‌نامند که جهان را از طریق رقابت سیال نر و سیال ماده که از وی صادر می‌شود اداره می‌نماید.

### ارواح و عقول
در آداب و سنن مالی ارواح و عقول نقش مهمی دارند. در این فرهنگ هر حیوان، گیاه یا جسم بی جانی دارای روح است. جهان از دو دنیای موازی و درگیر با زندگی روزمره ساخته شده است: دنیای پیدا و دنیای نهان.
هنوز هم مراسم سنتی به هنگام صید، کاشت، برداشت یا در موقعیت‌های خاص برگزار می‌شود. در طی این مراسم‌ها از انواع ارواح تقاضای حمایت و کمک یا دور کردن نحسی و شر می‌نمایند. اکثر اقوام و حتی خانواده‌ها طلسم‌ها و مهره‌های جادویی خاص خود دارند.
در واقع اسلام موجب حذف کامل آداب روح پرستی نشده است. طوارق شمال مالی مسلمان‌ترین گروه قومی در این سرزمین به‌شمار می‌روند اما هرگز طلسم را از خود جدا نمی‌کنند. حتی در برخی مکان‌های مقدس اسلامی آداب روح پرستی اجرا می‌شود. گفته می‌شود که در کلبه مقدس کانگابا که در آن اشیاء مقدسی از مکه آورده شده‌اند نگهداری می‌شود هر هفت سال یکبار گریوهای مانده برای خاکروبی می‌آیند و پس از خواندن وردهای جادویی، سقف کلبه خود بخود جدا شده و بر زمین قرار می‌گیرد تا نظافت شود. در این مراسم آدابی به کار می‌رود که هیچ همخوانی با تعلیمات اسلام ندارد. در واقع در این کشور اسلام و روح‌پرستی نوعی همزیستی با هم یافته‌اند. در شهر گائو افراد معتقد به هوله (نوعی الهه ثانوی رابط میان انسان و خدا)ها هستند که می‌توانند در قالب انسان یا یک برده درآیند و آینده جهان را هدایت نمایند.
سونقوی‌ها به یاد می‌آورند که اولین امپراتورشان «سنی علی بر» یک دالی یعنی استاد غیبگویی و پیشگویی بود. وقایع نگاران عرب وی را مسلمان پایبندی نمی‌دانند. او فاتحی دهشت‌آور بود که تمام نمازهای روزانه را یکباره به جا می‌آورد. علمای تمبوکتو هم او را متهم به خیانت می‌دانستند.
امروزه استادان جادوگری هنوز فعالیت دارند. هنوز هم گروه‌های سری وجود دارد که شاگردان پس از طی سال‌ها آموزش و تهذیب سخت به آن‌ها راه می‌یابند. گروه‌های سری جادوگری کومو در قوم بامبارا به ویژه در منطقه بلدوگو هفت دوره آموزشی دارد که هر دوره هفت سال تمام به طول می‌انجامد به نحوی که اگر جوانی تمرین جادوگری را از هفت سالگی آغاز کند طی چهل و نه سال بر جادوگری و غیبگویی مسلط می‌شود و فقط پس از پنجاه و شش سالگی می‌تواند استاد اعظم شود.

## اقوام و زبان
گروه‌های زبانی:

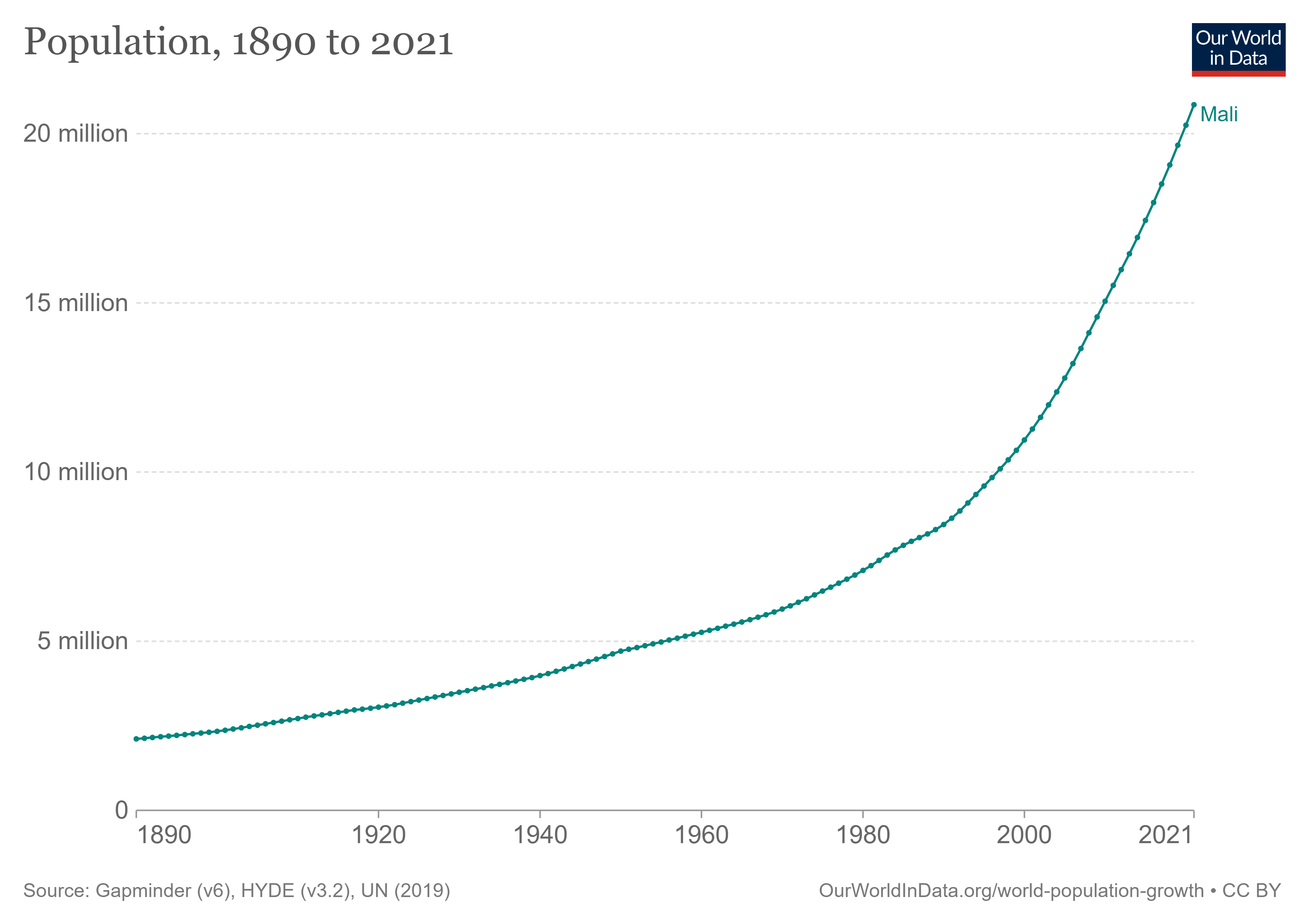

کشور مالی دارای ده زبان ملی است که در میان اقوام مختلف مورد استفاده قرار می‌گیرد اما فرانسه زبان رسمی و اداری کشور است.
در این کشور سه خانواده زبانی متمایز را می‌توان برشمرد:
- ۱- خانواده زبانی «نیجر- کنگو» شامل:
  - - گروه‌های ماندینگ، آتلانتیک غربی و ولتائیک؛
  - - گروه ماندینگ شامل زبان‌های: بامبارایی، مالینکه و خاسونکه؛
  - - گروه آتلانتیک غربی شامل یک زبان: پل (که در میان چوپانان نژاد پل تکلم می‌شود)؛
  - - گروه ولتائیک شامل زبان‌های: بوبو، دوگون و سنوفر؛

1. خانواده «نیل و صحرایی» شامل یک زبان: سونرای (که در امپراتوری سونقوی از قرن پانزدهم در منطقه تکلم می‌شود)؛
2. خانواده «آفریقایی- آسیایی» (هامیتو- سامی) شامل زبان‌های: مور، تماچک (نام قوم طوارق از این زبان است).

در میان زبان‌های فوق چهار زبان هیچ ارتباطی با هم ندارند: بامبارایی، پل، سونقوی و تماچک. اما زبان بامبارایی به دلیل غنای مجموعه لغات و ساده بودن ساختار آن بسیار مورد استفاده قرار می‌گیرد. بامبارایی بسیار با زبان دیولا که در ساحل عاج و بورکینافاسو تکلم می‌شود، با زبان ماندیکا (زبان رایج در گینه، گامبیا، لیبریا و سیرالئون) شباهت دارد و در اکثر ادارات کشور کارکنان در ارتباطات شخصی خود از آن استفاده می‌نمایند. زبان‌های فوق به غیر از تماچک هیچ‌کدام دارای خط نوشتاری نیستند اما اخیراً تلاش‌هایی به عمل آمده تا زبان بامبارایی با الفبای لاتین به نگارش درآید.
در غرب آفریقا زبان پل بسیار کم رواج دارد. زبان سونرای علاوه بر کشور مالی در نیجر و شمال بنین تکلم می‌شود.
زبان تماچک با لهجه بربر توسط گروه‌های طوارق و بلا در استان‌های تمبوکتو و گائل تکلم می‌شود. تماچک دارای خط نوشتاری بنام تیفینار است و به عنوان زبان ارتباطی ناحیه صحرا در کشور مالی، نیجر، الجزایر و لیبی تکلم می‌شود.
اکثر مالیایی‌ها به بیشتر از یک زبان و برخی اهالی موپتی به زبان‌های متعددی گفتگو می‌کنند.

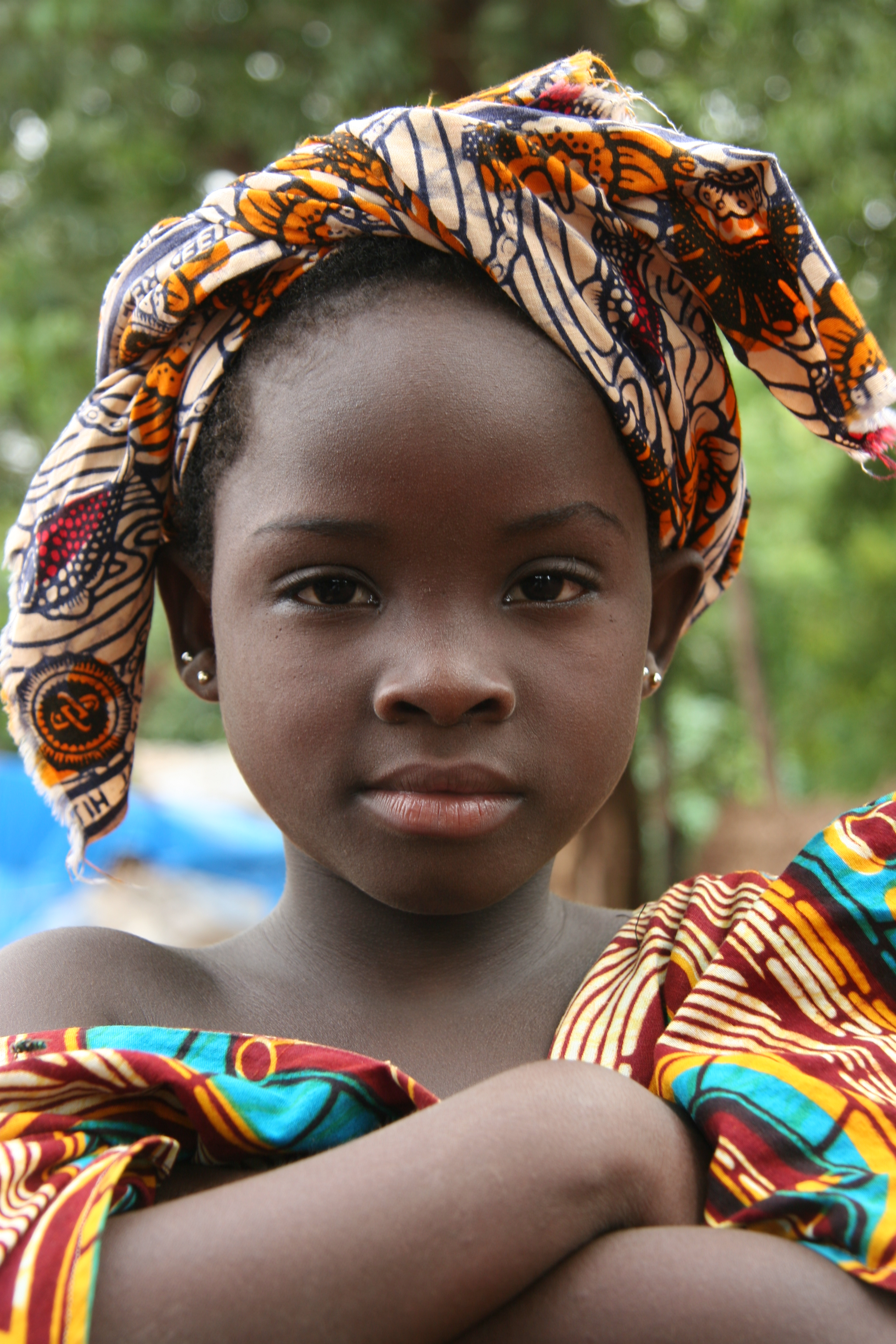

درصد گروه‌های قومی:
- بامبارا: ۳۳ درصد
- پل: ۱۰ درصد
- سنوفر: ۹ درصد
- سونرای: ۷ درصد
- مالینکه: ۶ درصد
- طوارق: ۵ درصد
- دوگون: ۴ درصد
- غیره (سوننکه، مور، عرب، خاسونکه و…)
درصد تکلم به زبان‌های موجود:
- فرانسه (زبان رسمی و اداری) - در سال ۲۰۲۳ از زبان رسمی مالی حذف شد.
- بامبارایی: ۳۸ درصد
- پل: ۱۴ درصد
- سونرای: ۶ درصد
- دوگون: ۵ درصد

## فرهنگ
فرهنگ مردم مالی نسبت به سایر کشورهای غرب آفریقا، پویاتر بوده و از انعطاف بیشتری برخوردار است. به‌طور کلی اعتقادات، موسیقی، تاریخ و آداب و رسوم مالی سبب شده تا این کشور به عنوان مهد دموکراسی فرهنگی آفریقا شناخته شود.
همچنین نمود تفکرات مذهبی مردم در موسیقی و فرهنگ جامعه، باعث جذابیت زیادی شده است.

### موسیقی
موسیقی مالی سبک‌های مختلفی را شامل می‌شود و سازندگان موسیقی در این کشور با الهام گرفتن از اسطوره‌های دین مسیحیت توانسته‌اند به ظرفیت‌های بالایی برسند. نسل جدیدی از نوازندگان و موسیقیدانان مالی در دهه‌های گذشته، رشد و نمو کرده‌اند. این افراد با تزریق موسیقی اروپایی و آمریکایی مانند سبک بلوز اعتبار زیادی به موسیقی این کشور بخشیده‌اند.
از هنرمندان معروف مالی که در این رشته فعالیت دارد می‌توان به علی فارکا توره اشاره کرد. در کنار موسیقی رقص مالی‌ها قسمتی از مراسمات معمولشان را تشکیل می‌دهد. به عنوان مثال رقص ماسک سننی در مراسمات عمومی و خصوصی به همراه موسیقی محلی انجام می‌شود.

### ادبیات
ادبیات مالی از نظر کیفیت در سطح پایینتری از موسیقی اش قرار دارد. عمده کارهای ادبی این کشور، مربوط به نویسندگانیست که آثار شفاهی که به صورت سینه به سینه نقل شده است را روی کاغذ آورده‌اند. در واقع ادبیات تاریخی بخش عمده فرهنگ کشور مالی می‌باشد.